# Centro de educación ambiental Manzanares del Real
El Centro de Visitantes La Pedriza es un centro de Naturaleza de 500 m² de extensión que se encuentra en el municipio de Manzanares el Real dentro de la comunidad autónoma de Madrid, España. 
Es uno de los cinco centros con los que cuenta el Parque Nacional de la Sierra de Guadarrama. 

## Localización
Se encuentra en el término municipal de Manzanares el Real, en la zona norte de la Comunidad de Madrid, en el Parque regional de la Cuenca Alta del Manzanares.
Centro de Visitantes La Pedriza, Camino de la Pedriza, s/n 28410 Manzanares el Real - Madrid
Horarios: martes a sábados de 10 a 18 h., domingos y festivos de 10 a 15 h.

## Recursos
Situado cerca del aparcamiento de La Pedriza por donde se llega.
Cuenta con un edificio principal con una amplia sala se ubica la exposición permanente con paneles expositivos, vitrinas, maqueta y audiovisual sobre las características más destacadas del Parque Regional de la Cuenca Alta del Manzanares, en el interior del cual se localiza. 
En una edificación menor se albergan exposiciones temporales. El espacio exterior se ha ajardinado con especies autóctonas, y existen diversas áreas temáticas.
Además cuenta con Aula, Sala de audiovisuales, Exposiciones temporales, Biblioteca.
El Centro es accesible para personas con discapacidad visual o movilidad reducida.

## Actividades
El centro de naturaleza organiza talleres, visitas temáticas, ocio de familias, y sendas por los alrededores.
Las actividades son gratuitas pero es necesario reservar plaza con antelación en https://www.parquenacionalsierraguadarrama.es